# ハイクリーン
ハイクリーンとは、ウエイトトレーニング、筋力トレーニングの種目。基本的にはウエイトリフティングの動作と同じであるが、異なる点もあるのでこの項目で解説する。全身を使用する種目であるが、特に体の裏側、下腿三頭筋、大腿二頭筋、脊柱起立筋、僧帽筋、三角筋、前腕筋等を使用する。

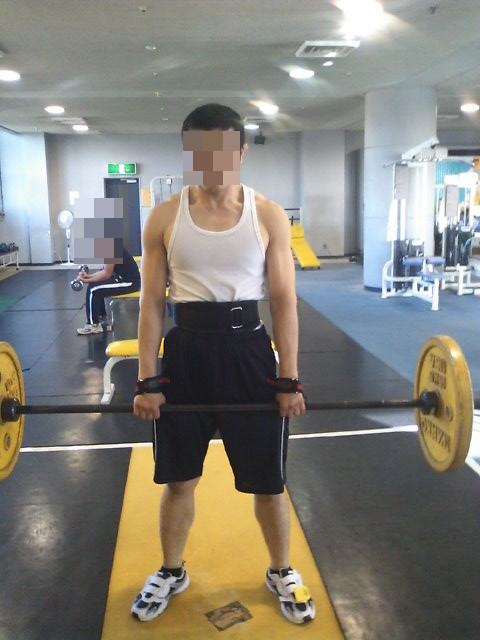
ハングクリーンの準備位置。開始時はこの写真よりやや膝を曲げる。ベルトとストラップを使用。

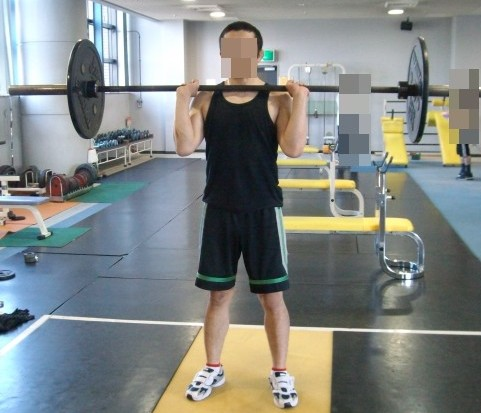
ハイクリーンのフィニッシュ位置。肩にバーベルシャフトを担ぎ、静止する。

## 概要
- バーベルを床上または手から吊り下げた状態（ハング）から、脚の反動、ジャンプ力を使って肩に担ぐ状態まではね上げる。
- 元のポジションに戻す。
- ウエイトリフティングではストラップやグリップが使用禁止になっている。それらの器具やベルトは、高重量を扱う場合や怪我がある場合を除き、使用する必要は無い。

## 長所
- ジャンプ力、瞬発力を高める。ボディビルよりもスポーツ競技の補強として行われることが多く、陸上競技、短距離走をはじめとしたスポーツ選手はハイクリーンを行うことがある。
- 全身の筋肉を連動させ反動を使用する。この目的も競技種目に向いている理由でもある。

## 短所
- 動作を習得するのが難しい。自己流ではなく指導者にしっかりと教わることを推奨される。
- 肘、手首、膝、腰に大きな負担がかかる。
- 床に落とす危険もあるので、専門のプラットホームがある場所で行う必要があるが、プラットフォームがあるトレーニング場は少ない。ハイクリーンやスナッチ、ジャーク（後述）を禁止している場所も多い。

## その他、名称について
- 吊り下げた状態から行うクリーンを「ハングクリーン」と表記するが、トレーニングとして行うハイクリーンはハング状態から行うことが多いので、あまりハングの名称を使用しないことも多い。
- ハイクリーンと同じ意味で「パワークリーン」と表記することもある。
- ハイクリーンと比較して、ウエイトリフティングと同じように深くしゃがみこんで肩に担ぐ方法を「ロークリーン」または「スクワットクリーン」と表記するが、トレーニングして行うクリーンはハイクリーンが多いので、あまり使用されない。
- クリーンの状態から反動を使って頭上に挙げる種目は「ジャーク」、床上またはハング状態から一気に頭上に挙げる種目は「スナッチ」と表記する。
- クリーン、ジャーク、スナッチ等の種目をまとめて「クリックリフト」と表記することもある。
- ダンベル、ケトルベルを使用してのクリックリフトも有効。バーベルに比べると負荷は落ちるが、それほど場所を選ばない。また、バーベルで行った際の利き手、利き足によるバランスの偏りを補正することができる。